# 모르텐 크로그
모르텐 크로그(노르웨이어: Morten Krohg, 1937년 8월 18일 ~ )는 노르웨이의 미술가이다. 

## 생애
아버지는 노르웨이의 유명한 화가로 미국 뉴욕에 위치한 유엔 본부의 유엔 안전보장이사회 회의장에 걸린 거대한 벽화를 그린 페르 라손 크로그(Per Lasson Krohg, 1889년 ~ 1965년)이다. 그의 조부모 역시 유명한 화가로 프랑스 파리에서 작업한 크리스티안 크로그(Christian Krohg)와 오다 크로그(Oda Krohg)라서 모르텐은 예술가 집안에서 태어났다.
아버지 페르 라손 크로그는 1903년 노르웨이로 돌아와 오슬로의 국립미술디자인대학(UIAH, the National College of Art and Design) 교수가 되었고, 제2차 세계 대전 시기에는 베이달(Veidal) 수용소에서 강제 노동을 했고, 종전 이후에 1946년부터 오슬로 국립 미술 학교(Oslo National Academy of the Arts, KHiO) 교수로 재직하며 아들인 모르텐이 재학 중일 때는 학장(1955년 ~ 1958년)도 역임했다. 모르텐은 1956년에 오슬로 국립 미술 학교에 입학해 미술을 전공했고 1960년부터 1961년에는 프랑스 파리에서 공부했다.

## 활동
1961년에는 유네스코가 후원하고 국제조형예술협회 프랑스 위원회에서 주최한 파리 세계청년화가대회에서 노르웨이 대표로 참가했다. 1963년부터 1966년에는 노르웨이 조형 예술가 협회인 미술교육위원회(BKS)의 회원으로 일했고, 1967년부터 1969년까지 노르웨이 오슬로 미술관(Kunstnernes Hus) 관장을 맡아 현대적이고 실험적인 예술 전시회를 다수 기획했다. 사회에서의 예술의 위치나 베트남 전쟁과 같은 정치적 이슈에 대해서도 적극적으로 논쟁했고, 유럽 위원회(EC)에도 계속 저항했다.  
1973년 노르웨이 베르겐에 설립된 미술학교(Vestlandets kunstakademi)에서 1973년부터 1979년까지 수석 교사로 교육에 몸 담았고, 1986년부터 1989년에는 그 학교의 교장직을 맡기도 했다. 1980년부터 1985년까지는 노르웨이비엔날레위원회 의장으로 일했고, 아스케르 문화학교(Asker kulturskole)에서도 미술을 가르쳤다. 1998년부터 2003년까지 노르웨이 연구소(Norges forskningsråd) 자문으로 일했고, 1997년부터 2007년에는 오슬로 대학 응용 미학과 교수로 재직했다. 